# Jean Hebert

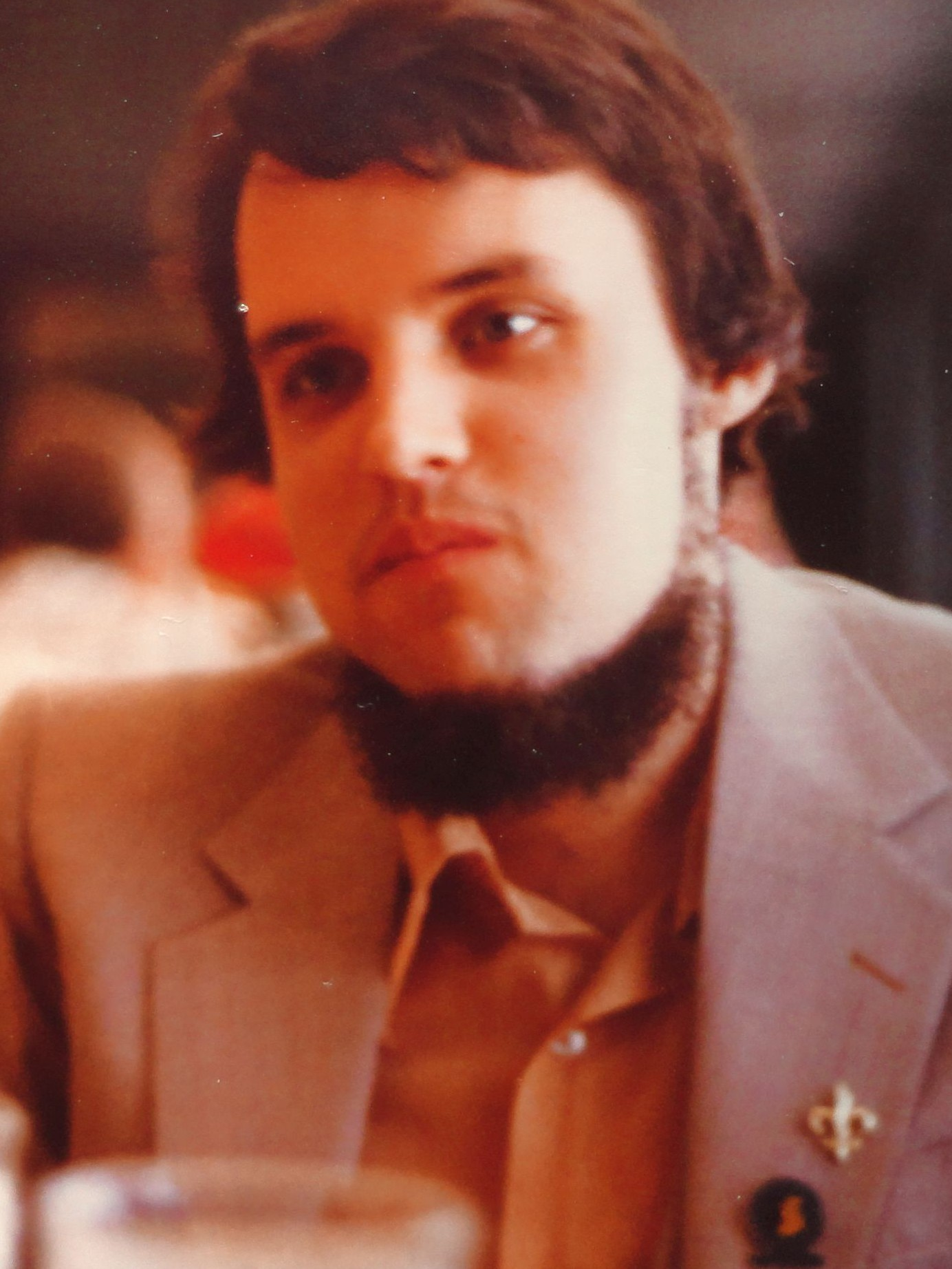
Jean Hébert (1979)

Jean Hebert (Quebec, 11 november 1957) is een Canadese schaker met een FIDE-rating van 2418 in februari 2010 en 2369 in 2017. Ook is hij schrijver van schaakboeken, journalist, en commentator. In 1978 werd hij internationaal meester FIDE (IM) en in 1984 werd hij grootmeester ICCF (GMc). In 1978 en in 2009 was hij kampioen van Canada geweest, in 2007 was hij tweede. In 1976 was hij tweede bij het kampioenschap correspondentieschaak van Canada. Hebert speelde 7 keer voor Canada in Schaakolympiades. In 1979 speelde hij op het Interzone-toernooi.  Hij nam deel aan de FIDE World Cup 2009 en werd in de eerste ronde uitgeschakeld door  Peter Svidler.

## Beginjaren
Jean Hébert won als 15-jarige het  1973 Carnaval Open  Quebec, waaraan diverse ervaren IM's deelnamen. In 1974 deed hij mee aan het wereldkampioenschap voor jeugd tot 17 jaar, hij won het Canadees schaakkampioenschap voor junioren in 1975-76, en in 1976-77 scoorde hij 6.5 pt. uit 13 bij het wereldkampioenschap voor junioren in  Groningen.

## Kampioen van Canada
Hébert speelde in 1975 zijn eerste toernooi om het kampioenschap van Canada in Calgary, waar hij elfde werd met 5.5 pt. uit 15; de winnaar was GM Peter Biyiasas. Bij zijn volgende poging in 1978 won Hébert het toernooi in Toronto met 11 pt. uit 15. Dit leverde hem de schaaktitel Internationaal Meester (IM) op. En zijn eerste plaats kwalificeerde hem voor deelname aan het interzone-toernooi in 1979.  Het interzone-toernooi in Rio de Janeiro was zijn eerste belangrijke  internationale toernooi; hij eindigde op een gedeelde laatste plaats met 4.5 pt. uit 17; het toernooi werd gewonnen door  Robert Hübner, Lajos Portisch en  Tigran Petrosjan.  Bij het in 1981 verdedigen van zijn Canadese titel in Montreal, scoorde Hébert 10.5 pt. uit 15, en werd gedeeld 2e-3e; de winnaar was Igor Ivanov. 

## Schaakolympiades
Hébert speelde zeven keer namens Canada in Schaakolympiades, van 1978 t/m 2002. In 1978 en 1980 behaalde Canada met zijn eerste team de hoogste scores in de geschiedenis: een 11de en een 9de plaats. In 72 partijen scoorde hij 52.1%  (+25 =25 -22). Zijn resultaten per Schaakolympiade waren als volgt.
- 23e Schaakolympiade,    Buenos Aires 1978, eerste bord, 4 pt. uit 11 (+2 =4 -5)
- 24e Schaakolympiade,    Valletta 1980, eerste bord, 7 pt. uit 12 (+4 =6 -2)
- 25e Schaakolympiade,    Merano 1982, derde bord, 8.5 pt. uit 12 (+7 =3 -2), bronzen medaille voor indiv. resultaat
- 26e Schaakolympiade,    Thessaloniki 1984, tweede bord, 6.5 pt. uit 12 (+5 =3 -4)
- 29e Schaakolympiade,    Novi Sad 1990, tweede bord, 2.5 pt. uit 7 (+2 =1 -4)
- 32e Schaakolympiade,  Jerevan  1996, derde bord, 7 pt. uit 12 (+4 =6 -2)
- 35e Schaakolympiade,    Bled  2002, 2e reservebord, 2 pt. uit 6 (+1 =2 -3)

## Grootmeester correspondentieschaak
Hébert speelt ook correspondentieschaak. In 1976 werd hij tweede bij het Canadese kampioenschap correspondentieschaken, en hij was lid van het Canadese team dat derde werd bij de 11e ICCF Olympiad. In 1984 werd Hébert de titel Internationaal Grootmeester correspondentieschaken (GMc) uitgereikt door de ICCF. 

## Successen in Quebec
In Quebec won Hébert diverse Open en Gesloten kampioenschappen. Hij won in 1980 het invitatietoernooi in Montreal met 6 pt. uit 8. In datzelfde jaar speelde hij een demonstratie-tweekamp met Kevin Spraggett, eindstand 2-2. In het zonetoernooi van 1981 werden Hébert en Spraggett gedeeld 2e-3e; er volgde een  playoff wedstrijd in 1982, voor een reserveplaats in het interzone-toernooi; Spraggett won met 3.5-0.5. In 1983 werd Hébert in Montreal gedeeld  2e-3e met 6 pt. uit 9, in de Gesloten Quebec-kampioenschappen. In 1985 werd hij bij het Gesloten Quebec gedeeld 1e-2e (8.5 pt. uit 11) met George Levtchouk.  In de Canadese schaakkampioenschappen van 1985 werd Hébert gedeeld 3e-4e (6.5 pt. uit 9). Bij het Gesloten Quebec van 1988 eindigde hij als tweede (8.5 pt. uit 11) na Ivanov. In 1990 won Hébert het Gesloten Quebec met 7.5 pt. uit 9.
Bij de Canadese Open Schaakkampioenschappen van 2002 in Montreal werd hij gedeeld eerste met 8 pt. uit 10. Vijf keer won Hébert het Open Schaakkampioenschap van Quebec five times: 1989, 1990, 1994, 2002 en 2005. 

## Belangrijke wapenfeiten
Hébert is de eerste Canadese Franstalige schaker met een gedegen internationale reputatie: deelname Interzone-toernooi in 1979, zeven deelnames aan Schaakolympiades, waaronder behalen van een bronzen medaille in 1982. Hij was de tweede Franstalige winnaar van het Schaakkampioenschap van Canada (de eerste was in 1884). Hij  is ook de eerste Franstalige  Canadees die grootmeester correspondentieschaken (GMc) werd, en is een van de weinige spelers met een internationale titel in zowel bordschaak als  correspondentieschaken.  
Hébert was commentator bij belangrijke schaakgebeurtenissen, zoals in 1989  de kandidatenmatch in Quebec tussen Kevin Spraggett en Artur Joesoepov. Hij was lid van de redactie van het tijdschrift Echecs+, uitgegeven door de Quebec Chess Federation. Hij was de schaakcolumnist van La Presse, hij heeft artikelen geschreven in New In Chess, hij gaf het blad Au Nom du Roi uit, dat later werd vervangen door zijn eigen online nieuwsbrief.  Hij was enige tijd  columnist en analist van schaakpartijen voor het blad Chess Canada. Hébert kreeg in 2001 een plaats in de Canadese 'Hall of Fame' voor schakers. 
Na in 1978 op 20-jarige leeftijd de  Canadese titel te hebben behaald, werd Hébert, in de opvolgende jaren in het Canadese schaken overvleugeld door  Igor Ivanov en door  Kevin Spraggett. 

## Boeken
O.a. schreef hij de volgende boeken:
- Karpov -- Korchnoi 1978 (Franstalig);
- Border Wars III;
- Leçons d'échecs du Tounoi International de Montréal 2001 (Chess'n Math Association);
- Le Livre du Tournoi International de Montréal 2002 (Chess'n Math Association);
- Modern Benoni CD ChessBase.

## Comeback
Hébert heeft niet meer het niveau uit de beginperiode maar telt nog steeds mee, zoals hij liet blijken met een gedeelde eerste plaats bij het Canadese kampioenschap in 2007 in Kitchener. In augustus 2009 won hij in Guelph (Ontario) het Canadese kampioenschap met 7.5 pt. uit 9, een vol punt boven GM  Mark Bluvshtein; hiermee werd hij, op 52-jarige leeftijd, de oudste kampioen van Canada in de geschiedenis. 
In 2009  won hij ook het Gesloten kampioenschap van  Quebec en het  Open kampioenschap van Montreal.

## Externe koppelingen
- (en)   Informatie over schaakpartijen van Jean Hebert op ChessGames.com
- (en)   Informatie over schaakpartijen van Jean Hebert op 365chess.com
- (en)  FIDE-ratinggegevens voor Jean Hebert